# Патронит
Патрони́т — минерал ванадия, VS4. Впервые был найден в 1908 году около Серро-де-Паско, Перу. Химическая формула минерала обычно записывается {\displaystyle \mathrm {V^{4+}(S_{2}^{2-})_{2}} }, однако исходя из структуры соединения более правильная {\displaystyle \mathrm {V_{2}^{5+}(S_{2}^{2-})_{4}} }. Структура соединения линейная, в которой два атома ванадия принимают форму октаэдра, что необычно для этого элемента. «Истинная» формула соединения S4V—VS4, т.е. — 
{\displaystyle \mathrm {(S_{2}^{2-})_{2}V^{5+}-V^{5+}(S_{2}^{2-})_{2}} }.
Также для данного минерала описывается формула его другого полисульфида (дисульфида) VS2
(или VS2-2,5).
Вследствие особенностей структуры состав оксидов (сульфидов, галогенидов) обычно не отвечает целочисленным степеням окисления элементов, например:
| Состав                     | Кластерная группировка (комплекс) | Примеры соединений      |
| VS2,33 (VS2-2,5) или V6S14 | V6[S2]62+                         | [V6(S2)6](S2)           |
| VS2,5 или V6S15            | V6S123+                           | [V6S12]S3 и [V6(S2)6]S3 |

В кластерных сульфидах (оксидах, галогенидах) атомы d-элемента используют в образовании связи M–M и M–Hal  все свои валентные электроны (V, Nb и Ta — 5) независимо от степени окисления. Таким образом, стремление к использованию всех своих валентных возможностей (валентных электронов) на образование химических связей у 3d-, 4d- и 5d-элементов осуществляется либо за счёт образования соединений, в которых они проявляют высшую степень окисления (V2S5), либо за счёт образования кластерных соединений, в т.ч. с персульфидными/пероксидными лигандами.